# Philibert-Louis Debucourt
Philibert-Louis Debucourt (Parigi, 1755 – Belleville, 1832) è stato un pittore e incisore francese.

## Biografia
Le sue opere nella maggior parte dei casi raffigurano la quotidianità parigina, specie quella della borghesia. Sue le rappresentazioni La promenade au palais Royal del 1787 e Matinée au jour de l'an, dello stesso anno. In epoca tarda (inizio dell'Ottocento) fece soprattutto l'incisore, riprendendo come stampo opere di altri artisti. Sposò Marie-Élisabeth-Sophie, figlia dello scultore Louis-Philippe Mouchy.